# لاديس
لاديس أو لاديس السيرينية أو لاديس القورينية، كانت أميرة سيرينية يونانية وكانت عضوا في أسرة باتيادس، وقد تزوجت من الملك قبل الأخير بين الملوك المصريين قبل سقوط البلاد المصرية فريسة للمحتلين الأجانب كبداية لفترة طويلة من الحكم الأجنبي لها، وهو الملك أحمس الثاني، من الأسرة السادسة والعشرين المصرية. وعندما توفي أحمس حوالي العام 526 قبل الميلاد، عادت من مصر إلى سيرين (قورينا) مرة أخرى.

## عائلتها
كانت لاديس ابنة الملك باتوس الثالث خامس ملوك قورينا اليونانية على الساحل الليبي والملكة فيريتيما. وشقيقها سيكون في المستقبل سادس الملوك القورينيين أرسيسيلوس الثالث. وعلى الرغم من أن جدّيها من ناحية أمها غير معروفين، فإن جدّيها من ناحية الأب كانا رابع ملوك القورينيين اليونانيين أرسيسيلوس الثاني والملكة إريكسو. وعلى الرغم من أن والدها يعتبر باتوس الثالث، يشير هيرودوت في كتابه إلى أنه من سجلات أخرى يمكن أن يكون والدها أرسيسيلوس الثاني أو كريتوبولوس، و الأخير كان واحداً من المواطنين القبارصة اليونانيين الرواد، وقد ولدت وترعرعت لاديس في سيرين (قورينا).

## زواجها
بعد عام 548 قبل الميلاد، تزوجت لاديس من الملك المصري قبل الأخير أحمس الثاني، لتصبح زوجته الرابعة.
قبل زواج لاديس من أحمس الثاني، تحالف والدها مع الملك لحماية قورينا (شحات الحالية في ليبيا) من السكان المحليين الليبيين والارستقراطيين. وأرد أحمس الثاني، كرمز لحسن النوايا والصداقة مع باتوس الثالث، أن يتزوج امرأة يونانية من قورينا، فسمح له باتوس باختيار أي امرأة يريدها للزواج. فاختارت أحمس ابنة باتوس «لاديس». وتزوجت لاديس من الملك أحمس الثاني في مدينة قورينا.
وعندما تزوجت لاديس من أحمس الثاني، أصبحت عضوا في الأسرة السادسة والعشرين الملكية في مصر، وهي آخر أسرة من الملوك المصريين الأصل الذين حكموا مصر.

## المعروف عنها
لاديس ليست معروفة في التاريخ المصري القديم ولم يتم العثور على اسمها على أي آثار من ذلك الوقت الوقت. كما أنها لم تذكر في أي نقوش مصرية من تلك الفترة على الإطلاق. ومع ذلك، فإن زواجها من أحمس الثاني شجع التفاعلات الثقافية والتجارية بين مصر وجيرانها في البحر المتوسط.
ووفقا لهيرودوت، عندما عاد أحمس الثاني و لاديس إلى قصر الملك في سايس بمصر، لم يتم زواجهما، ولفترة من الوقت، ففي كل مرة ذهب أحمس الثاني إلى السرير مع لديس، لم يتمكن من الجماع معها، على الرغم من انه فعل ذلك مع زوجاته الأخريات جميعهن. واعتقد أحمس الثاني أن لاديس قد تكون تخونه، وإذا ثبتت إدانتها، كانت العقوبة هي الإعدام، وقد نفت لاديس هذه التهمة عن نفسها، ولكن دون أي تأثير.
لذلك صلت لاديس صلاة صامتة لإلهة الحب اليونانية أفروديت لتنقذ حياتها وزواجها، وأنها ستكرس تمثالاً لها في قورينا. فأجابت الإلهة صلاتها وازدهر زواجها وعشقها الملك، فسحب أحمس الثاني اتهامه ضد لاديس.
فأمرت لاديس بصناعة تمثال في صورة أفروديت، وأرسلته إلى قورينا، حيث تم وضعه ناظراً إلى الخارج من المدينة، وكان التمثال لا يزال هناك في وقت هيرودوت كما ادعى.

## أبناء الزوج
من غير المعروف ما إذا كانت لاديس قد أنجبت للملك أحمس الثاني أي أبناء أو لم تفعل، ومع ذلك، ومن خلال زواجها من الملكم، كان للاديس ربيبين حيث كان للملك أحمس الثاني اثنان من الأبناء، طفل من كل من زوجتيه الأولى والثالثة، وهما الأمير أحمس وأخوه الأصغر سنا، ابن الملكة تنت خيتا، الذي أصبح فيما بعد آخر ملك مصري الأصل يحكم البلاد قبل احتلالها من الفرس ثم توالي الاحتلالات بعده بسماتيك الثالث.

## عودتها إلى قورينا
عندما توفي أحمس الثاني حوالي العام 526 ق.م، أصبح أبسماتيك الثالث ملكاً وحكم حتى 525 ق.م، عندما غزا قمبيز الفارسي مصر. وعندما اكتشف قمبيز ماهية لاديس أرسلها بأمان من مصر إلى قورينا. وبعد عودتها إلى بلادها لا يعرف المزيد عنها ولم يظهر لها ذكر مرة أخرى.